# Diandra Tchatchouang
Diandra Tchatchouang (Villepinte, 14 de junho de 1991) é uma jogadora francesa de basquete profissional que atualmente joga pelo Tango Bourges Basket da Euroliga Feminina.
Ela conquistou a medalha de bronze nos Jogos Olímpicos de Verão de 2020 com a seleção da França.